# Cristian Morales
Cristian Morales García (Madrid, 26 de noviembre de 1985) es un empresario y ex boxeador profesional español, doble Campeón de España de Peso Ligero, Campeón de España Amateur, Campeón del Mundo Hispano del Peso Ligero, y que llegó a competir por el Campeonato de Europa del Peso Ligero. Retirado desde 2016, en la actualidad se dedica a entrenar y transmitir su pasión por el deporte y el boxeo en Morales Box.

## Biografía
Cristian Morales García nació en Madrid (España), en el barrio de Las Cárcavas de Hortaleza. Hijo de Francisco José Morales y Ana Isabel García, estudió en el CEIP Dionisio Ridruejo y, posteriormente, en el IES Gabriel García Márquez de Madrid. 
A los 16 años, comenzó a entrenar boxeo en el gimnasio HK, propiedad de Hovik Keuchkerian, quien se convirtió en su amigo y mentor, quien "me enseñó la base y la esencia del boxeo". En 2015 se casó con Raquel de la Orden. El 30 de mayo de 2019 darían la bienvenida a sus gemelos: Leo y Lucas. El 21 de mayo de 2022 nacería Bruno, su tercer hijo. 

### Primeros años y carrera amateur
Tras un año de entrenamientos, Cristian Morales opta por dar el salto al boxeo amateur, de la mano del 'Club Vicente Calderón', el exboxeador Miguel Ángel Calle, hermano de Ramiro Calle, y la ayuda de Antonio Rodríguez, 'El Locomotora'. 

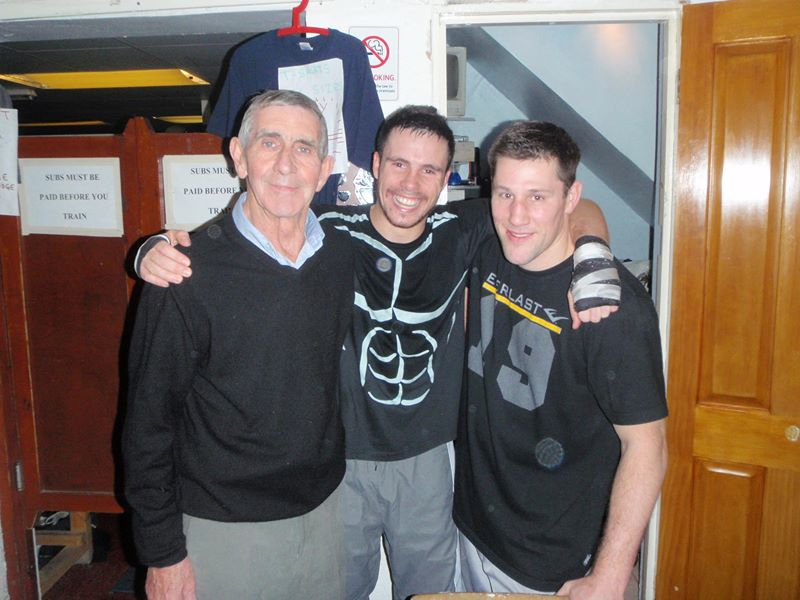
Cristian Morales (c) en el gimnasio de boxeo Fitzroy Lodge, junto a Mick Carney (i).

A los 17 años, Cristian Morales se proclamaría subcampeón en el Campeonato de España Júnior de Boxeo, celebrado en Ciudad Real, donde sería convocado para la Selección Española, tras haber disputado tan sólo cuatro combates. 
Tras dos años en el combinado nacional, el púgil decide trasladarse a Reino Unido para seguir su formación en Londres. En Inglaterra ganó experiencia y entrenó en el conocido gimnasio de boxeo Fitzroy Lodge, tutelado por Mick Carney y Mark Reiggate, entrenadores de varios campeones del mundo.
El bagaje de su carrera amateur británica fue de ocho combates, con siete victorias y una derrota, además del título de Campeón Amateur de Londres en su categoría. 

### Vuelta a España

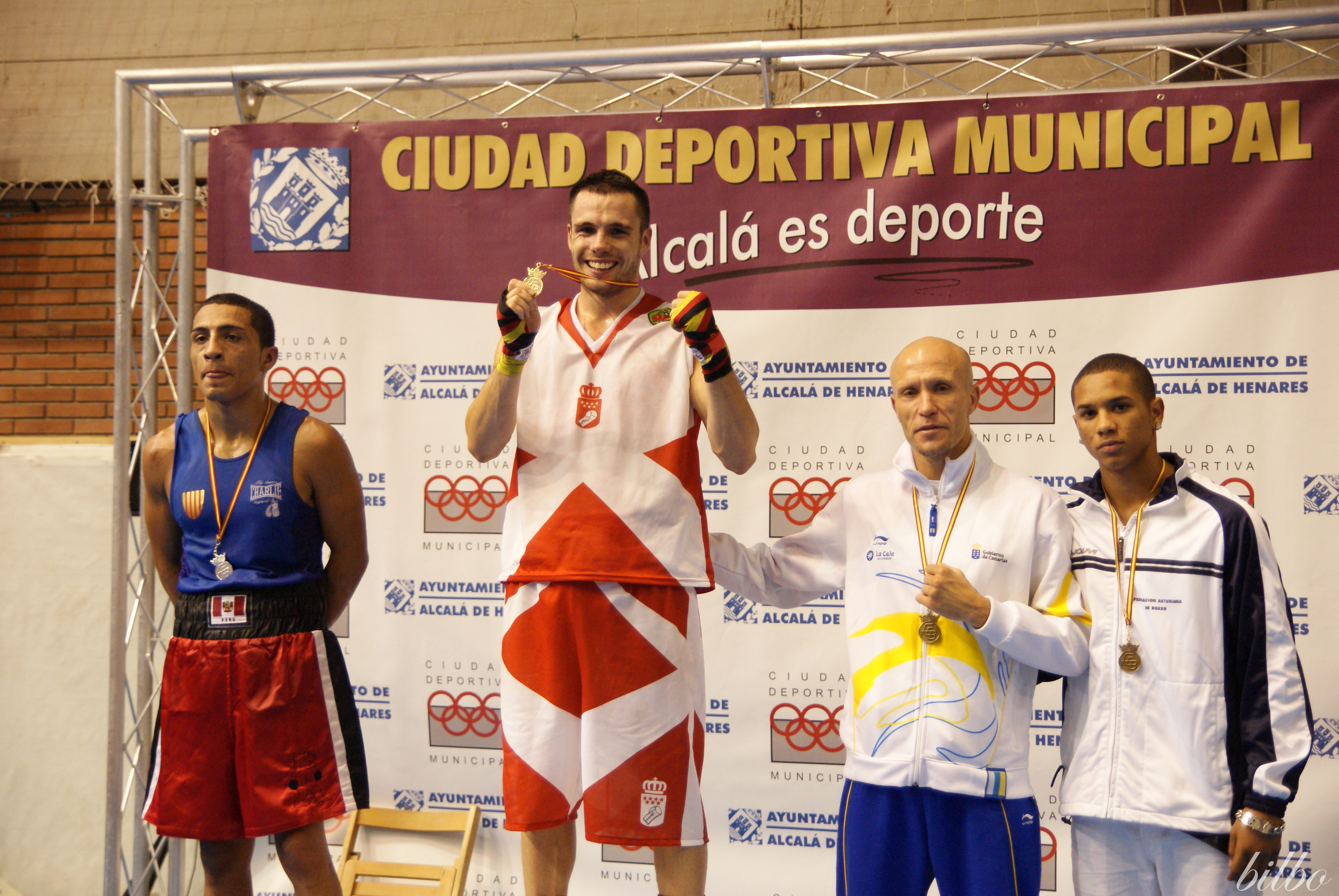
Campeonato de España Amateur 2010.

La huella que dejó Inglaterra en el boxeo de Cristian Morales fue tal, que durante toda su carrera estuvo haciendo viajes intermitentes para seguir mejorando su boxeo. No obstante, de vuelta a España, continuaría su carrera en el 'Club Coraje de Fuenlabrada', donde haría más de 20 combates. 
En el año 2007, tras una pelea ante Raúl Gil, recibiría el Premio a la Combatividad que otorga la Federación Madrileña de Boxeo, a los mejores combates del año. 
Ya en 2010, de la mano de Antonio González Matías, se proclamaría Campeón de España Amateur, en Madrid, tras vencer a Frank Urquiaga.

### Carrera profesional
El 25 de marzo de 2011, Cristian Morales debutaría como profesional ante Damián Antó Hernández, en Navalcarnero (Madrid), y lo haría con victoria por decisión unánime. Sería el inicio de una carrera en el boxeo profesional que se prolongaría algo más de cinco años. 
Tras 12 combates (11-1, 4 KO), en noviembre de 2014 Cristian Morales se proclamó Campeón del Mundo Hispano del Peso Ligero, tras derrotar por decisión dividida a David Martín Campillo en Lluchmayor (Mallorca). 
Ya en junio de 2015, el púgil madrileño conseguiría el cinturón de Campeón de España de Peso Ligero, después de vencer al asturiano Pablo Fuego por decisión unánime. Un título que defendería con éxito en febrero de 2016 ante Antonio Rodríguez 'Chiky', al que también se impuso por decisión unánime. Ésta sería la penúltima pelea como profesional de Cristian Morales. 
Fue en agosto de 2016 cuando el púgil madrileño pelearía por el Campeonato de Europa del Peso Ligero ante el finlandés Edis Tatli (28-1, 9 KO). El combate tuvo lugar en Savonlinna (Finlandia) y Cristian Morales acabaría cediendo por decisión unánime. Tan solo 15 días después, colgaría los guantes.

### Morales Box
En verano de 2016, tan sólo 15 días después de perder con Edis Tatli y anunciar su retirada, Cristian Morales abre su primer gimnasio en el madrileño barrio de Chamartín. 
Un año antes, aún en activo, Cristian Morales había fundado 'Morales Box' junto a su socio Rodrigo Hernando. Desde entonces, 'Morales Box' ha crecido hasta disponer de siete locales repartidos entre Madrid, Bilbao y Valencia.

## Logros y reconocimientos
- Subcampeón en el Campeonato de España Júnior de Boxeo (2003)
- Campeón Amateur de Londres (2006)
- Premio a la Combatividad por la Federación Madrileña de Boxeo (2007)
- Campeón de España Amateur (2010)
- Campeón del Mundo Hispano del Peso Ligero (2014)
- Campeón de España de Peso Ligero (2015)